# Архангельское (городской округ Красногорск)
Архангельское — посёлок в Московской области России. Входит в городской округ Красногорск. Население — 3656 человек (2021 год). К северо-западу от посёлка находится музей-усадьба «Архангельское».

## География
Посёлок расположен на юго-востоке округа, близ северо-восточного берега одной из стариц Москвы-реки, в 2 км к юго-западу от Красногорска; высота центра над уровнем моря 158 м. Ближайшие населённые пункты — примыкающие на юге посёлок дачного хозяйства «Архангельское» и на юго-востоке — деревня Захарково. Посёлок связан автобусным сообщением с Москвой и Красногорском.
В посёлке имеется отделение почты, Сбербанка, средняя общеобразовательная школа, детский сад, культурный центр с библиотекой, Центральный военный клинический санаторий «Архангельское». В посёлке насчитывается более сорока многоэтажных домов, также в посёлке числятся 4 гск.

## История

### С древнейших времен до начала 18 века
Первое поселение в данной местности возникло здесь в эпоху раннежелезного века, в I тысячелетии до н. э. Городище в Архангельском было открыто в 1920-х годах археологом О. Н. Бадером благодаря находкам дьяковской керамики. Археологический объект находится вблизи того места, где у берега реки Москвы сходятся три высоких мыса — со стороны усадьбы, со стороны колоннады-усыпальницы и со стороны церкви Михаила Архангела. Именно на последнем мысу удалось обнаружить остатки древнего селения, и не обычного, а укрепленного городища так называемого террасного типа, с двойной линией укреплений. Южный склон городища круто обрывался к Москве-реке и большая часть его площадки была смыта оползнями. По краям площадки не сохранились следы оборонительных сооружений. Но с северной стороны, где склон оврага был более пологим, его укрепления были дополнены особым «инженерным» сооружением — искусственной террасой, спускавшейся вдоль склона от вершины холма к его подножию. По краю террасы идёт хорошо выраженный земляной вал, на котором некогда был установлен бревенчатый частокол, составлявший вторую, наружную линию укреплений. Следы этого вала просматриваются и наверху, с напольной стороны, в виде расплывшихся и поросших кустарником бугров, которые разрезала надвое современная прогулочная дорожка. Над террасой на северном склоне обнаружились осыпи чёрного культурного слоя, в котором был открыт необычный археологический «клад» — фрагмент дьяковской лепной керамики, а рядом с ним — черепки посуды домонгольского славянского типа.
Таким образом, стало понятно, что впоследствии древнейших жителей городища сменили славяне. Укрепленное городище могло служить ремесленным центром, а в случае опасности — надежным укрытием для жителей соседних деревень. Южный склон городища подмывала Москва-река, оползни из года в год сужали верхнюю площадку. Они и дали имя селу Уполозы, которое вошло в летописную историю Северо-Восточной Руси как место сбора княжеских дружин перед походом в Черниговскую землю в 1321 г. Возможно, что впоследствии они служили местом отдыха на полпути между Москвой и Звенигородом, о чём свидетельствует упоминание «дороги на Уполозы» в межевой грамоте на деревню Грибанове.
При Иване Грозном отдельные участки этих имений начали раздавать новым дворянам — сначала в поместье, а после этого и в вотчину. Уполозы в числе первых прошли эти этапы. В переписной книге 1646 г. оно записано уже за новым владельцем — боярином Федором Ивановичем Шереметевым, который происходил из знатной боярской семьи. Он заслужил боярское звание в 1605 г. и был одним из авторитетных среди бояр. От их имени он в 1610 г. объявил царю Василию Шуйскому требование о низложении и пострижении в монахи, а в 1613 г. возглавлял посольство в Кострому к вновь избранному царю Михаилу Федоровичу Романову.
После смерти Ф. И. Шереметева в 1650 г. имение перешло к его дочери Ефросинье Федоровне. Она была замужем за боярином Никитой Ивановичем Одоевским, владевшим по соседству селом Никольским-Урюпином. В это время вместо деревянной церкви в селе построен каменный храм Михаила Архангела (который и дал месту новое название — Архангельское), сохранившийся до нашего времени, в 1685 г. к нему пристроены приделы Николая чудотворца и Иоанна предтечи. Создателем этого храма, а также храма в Никольском-Урюпино, считают талантливого зодчего Павла Потехина, крепостного князей Одоевских.

### Архангельское при Голицыных
Новый этап в истории Архангельского приходится на начало 18 века, когда в 1803 г. Архангельское перешло к князю Дмитрию Михайловичу Голицыну (1665—1737), который с молодых лет был связан с будущим императором Петром I. Д. М. Голицын проявил большие дипломатические способности, был высоко образован, после смерти царя вошёл в состав верховного тайного совета, который фактически управлял российским государством в 1725—1730 годах. При новом хозяине в Архангельском начинается постепенное восстановление барской усадьбы. К 1709 г. в имении уже числится двор приказчика с двумя дворовыми людьми. Однако Архангельское было самым малым среди владений князя. После падения тайного совета Д. М. Голицын попал в опалу и перелился в Москву. Тогда он и задумал устроить в Архангельском новую усадьбу с размахом, а для этого решил перенести её на новое место, удалённое от хозяйственных служб, так как около них овражистая местность не давала возможности развернуться во всю ширь. Для нового господского дома было выбрано место на высоком холме, который спускался в сторону Москвы-реки. На пологом склоне перед домом и вокруг него был заложен просторный «регулярный» сад шириной 150 и длиной 190 сажен (313 на 397 м). В верхней части парка развернулось строительство деревянного дворца, центральная «зала» которого была поставлена на каменном фундаменте. Однако Д. М. Голицыну не удалось довести до конца начатое дело, он был арестован по указу императрицы Анной Иоанновной, лишён княжеского звания, всех чинов и знаков отличия, а имущество «бывшего князя Голицына» было конфисковано и отписано в дворцовое ведомство. При императрице Елизавете Петровне Архангельское было возвращено сыну Д. М. Голицына — Алексею Дмитриевичу Голицыну (1697—1768), который всецело посвятил себя продолжению работ по развитию и обустройству начатой его отцом подмосковной усадьбы. При нём в Архангельском больше внимание обращалось на хозяйственное строительство. Новый общий план усадьбы с обширным регулярным парком, границы которого в основном совпадают с современной террорией паркового комплекса. В 1762 году население Архангельского составило 66 ревизских душ, а в прилегающей к нему деревне Захарково — 95 душ. Новый этап развития имения наступает уже при сыне А. Д. Голицыне, внуке «верховника», — Николае Алексеевиче Голицине (1759—1809). В ту пору, в эпоху правления Екатерины II широкий размах приобретает усадебное строительство, в ходе которого на месте прежних деревянных создавались изысканные архитектурные ансамбли. Новый владелец продолжает дело своего отца, в 1774 г. прикупает село Никольское-Урюпино (где строит знаменитый «Белый домик»), позднее — село Воронки с деревней Ивановское. Мечтая о создании под Москвой «русского Версаля», князь переоценил свои возможности, и в последние годы жизни охладел к своему дворцу, некоторые помещения которого так и остались при нём недостроенными. Хотя здесь содержался в 1807 г. большой штат дворовых людей — 145 душ мужского и 174 женского пола, и кроме того мастеровые люди «плотницкой фабрики» — 42 человека мужского и 49 женского пола.

### Архангельское при Юсуповых
После смерти Н. А. Голицына его вдова в 1810 г. продала Архангельское князю Николаю Борисовичу Юсупову (1751—1831). Один из богатейших помещиков России, он многие годы провёл за границей, где знакомился с европейскими художниками, приобрёл большой опыт и познания в области искусства и с молодых лет начал собирать коллекцию картин, скупая многие произведения лучших мастеров, заказывая работы известным живописцам. В 1791—1804 гг. на государственной службе он заведовал императорскими театрами, Эрмитажем, а после выхода в отставку снова выехал за границу. Вернувшись в Россию, он в 1810 г. продал свой дом в Петербурге, чтобы перевезти свои коллекции в Архангельское. В связи с этим развернулись большие работы по реконструкции и внутренней отделке дворца, теперь предназначенного для размещения богатейшей коллекции живописи и скульптуры, собранной им во время многолетнего пребывания за границей. Весной 1812 г. закончились работы во дворце, который стал по настоящему парадным и получил просторные высокие залы. Однако печальная участь постигла коллекцию Н. Б. Юсупова. Во время французского нашествия бунт крепостных крестьян привёл к уничтожению господского имущества, прежде всего картин и внутреннего убранства дворца.
Изменяется в целом облик села, которое должно было стать олицетворением нетрудовой красивой жизни. Удаляются от барского дома хозяйственные постройки, исчезают избы дворовых людей, тянувшиеся некогда в одну улицу вдоль нынешней липовой аллеи. Здания служб строятся в направлении храма Михаила Архангела, связь которого с новой застройкой подчеркивается вынесенной к их линии церковной оградой со Святыми воротами и островерхими угловыми башнями. Наконец, к храму в 1819 году пристраивается высокая колокольня (впоследствии была разобрана), и он становится второй после дворца доминантой большого, опрятного усадебного городка. Из промышленных заведений, действовавших при Н. А. Голицыне, сохранилась и продолжила своё действие суконно-ткацкая фабрика, продукция которой сбывалась в военное ведомство.
В 1829 году за обслуживание усадьбы жалование получали 126 крепостных, не считая посторонних работников-строителей. Крестьянам соседних деревень Воронков и Ивановского было предписано оставить хлебопашество и выполнять барщинные работы в усадьбе. На удовлетворение прихотей могущественного вельможи щедро тратились деньги, полученные от 30 тысяч крепостных, трудившихся в имениях помещика во многих губерниях России. В 1825 г. он купил за 60 тысяч рублей соседнее сельцо Алексеевское-Опалиха и развернул здесь соответствующее строительство, намереваясь сделать его украшением Волоколамской дороги. Сохранились сведения и о намерении его купить соседние земли деревни Аникеевки, но эта сделка по какой-то причине не состоялась.
Н. Б. Юсупов был хлебосольным хозяином и высокообразованным человеком. Его охотно посещали в Архангельском и маститые сановники, и выдающиеся деятели русской культуры. В усадебном парке к 100-летию со дня рождения А. С. Пушкина установлен памятник со строками из его стихотворения «К вельможе», посвящёнными воспоминаниям о посещении Архангельского. Проникновенный отзыв об удивительном архитектурно-парковом ансамбле, соединившем красоту природы и искусство человека, оставил А. И. Герцен.
После смерти Н. Б. Юсупова в 1831 году его сын Борис Николаевич Юсупов продает Алексеевское-Опалиху, начинает распродажу имущества, находившегося в усадьбе, закрывает крепостной театр, вывозит из Архангельского многие картины и другие ценности. Уже в 1850-х гг. дворовое население сократилось до 54 человек.
При потомках Н. Б. Юсупова графах Сумароковых-Эльстон в начале XX в. усадьба вновь становится местом торжественных приемов, где бывали и знатные вельможи, и выдающиеся художники. В 1916 г. по проекту Р. И. Клейна строится здание храма-усыпальницы с торжественной и стройной колоннадой.

### Советский период
После Октябрьской революции Архангельское вступило в пору нового расцвета и приобрело всенародную известность. Советская власть не только сохранила находившиеся в усадьбе культурные ценности, но и восполнила то, что в прошлом было вывезено из дворца. 1 мая 1919 г. был открыт Архангельский дворец-музей, впоследствии, были открыты для посетителей его новые отделы: крепостной театр с уникальными декорациями итальянского художника П. Г. Гонзага, выставочные залы в помещениях «колоннады» и церкви Михаила Архангела. Бесценные коллекции живописи, скульптуры и прикладного искусства, неповторимая красота архитектурно-паркового ансамбля, созданные трудом и талантом многих поколений, стали предметом всенародной гордости, достоянием миллионов людей.
Нарком обороны Л. Троцкий, считавшийся знатоком искусства и одним из образованнейших руководителей, поселился в одном из флигелей архангельского дворца. Видимо, это пошло на пользу музею, который получил не только надежную охрану, но и средства от всесильного военного ведомства на своё развитие. Часть построек использовалась для ведомственного дома отдыха. Вплоть до 1990-х гг. в ведении Министерства обороны оставались не только территория выдающегося архитектурно-паркового комплекса, но и все постройки музея. По соседству с усадьбой, на базе её хозяйственных служб, в 1921 г. был организован ведомственный совхоз, в посёлке которого в 1926 г. числились 59 человек. При церкви Михаила архангела сложился небольшой посёлок из 3 крестьянских и 6 прочих дворов, получивший название Архангельский погост. Оба населенных пункта вошли в состав Воронковского сельсовета.
Со временем Наркомат обороны от использования отдельных помещений усадьбы переходит к расширению своей базы отдыха. В 1931 г. был поднят вопрос о строительстве в Архангельском вместо дома отдыха санатория для нервнобольных. С этой целью был назначен снос усадебных оранжерей, на месте которых в 1937 г. по проекту архитектора Н. П. Апышкова построены корпуса санатория «Архангельское», стилизованные в духе XIX века. Вероятно, с целью освоения для строительства новой территории 23 августа 1934 г. было принято решение Московского областного исполнительного комитета о закрытии и сносе церкви в селе Архангельском, но исполнение его не состоялось и ценный памятник истории удалось сберечь от уничтожения, а вместе с ним сохранилась до нашего времени застройка аллеи хозяйственных служб, ведущая от усадьбы к церковной ограде.
А дальше от церкви живописная местность стала ареной нового строительства, не только для обслуживающего персонала санатория, но и для других нужд военного ведомства. В 1939 г. здесь числятся: село Архангельское с 26 строениями и 484 жителями, Стандартный городок с 13 строениями и 697 жителями, подсобное хозяйство дома отдыха РККА с 9 строениями и 212 жителями. (Всего 48 строений, 486 семей, 1 502 человека). В 1951 г. в посёлке и подсобном хозяйстве проживали 1834 человека, в 1957 г. — 2217 человек. На этом прогресс не исчерпался. Рядом с территорией посёлка создаются строительная организация ХОЗУ Совета Министров СССР, на базе, которой выросло крупное предприятие — комбинат «Промстройснаб», а также строительно-монтажное управление треста «Мособлстрой». Выполняя большой объём строительных, ремонтных, отделочных работ в Московской области и за её пределами, эти предприятия, начиная с 1960-х гг., внесли большой вклад в развитие нового строительства в городе Красногорске и Красногорском районе. Тем временем население посёлка перешло за 4-тысячный рубеж, развивались его благоустройство и социальная инфраструктура.
Старое здание земской школы, построенное на крестьянские средства в 1882 г., едва не дотянуло до своего столетия. Когда школа из восьмилетней была преобразована в среднюю, в ней в двух сменах обучались 400 детей. Константин Михайлович Алексеев, бывший в то время директором школы, рассказывал, что жители посёлка и учителя, не надеясь на возможности местных властей, передали письмо об этом А. Н. Косыгину через начальника его охраны Евгения Сергеевича Карасева. И через год, 12 февраля, в Архангельском состоялось торжественное открытие новой школы. Не ограничившись этим, Николай Алексеевич через несколько лет передал в школу подарки, полученные им к юбилею. В результате в 1972 г. в школе был открыт уникальный Музей подарков А. Н. Косыгину, а в 1981 г. школе было присвоено его имя.
Тем не менее мировая известность Архангельского связана с его прославленной усадьбой и с её музеем, который, несмотря на многие неудобства, сыграл огромную роль в истории нашей отечественной культуры. Были годы, когда тысячи людей ежедневно приезжали сюда со всей страны и со всех концов света. Благодаря самоотверженному труду музейного коллектива он стал в своё время настоящим центром культурной жизни и для посёлка Архангельское и для Красногорского района.
В Архангельском жил в последние годы своей жизни и умер в 1976 году генерал-майор авиации Михаил Иосифович Горлаченко.

### XXI век
С 1994 до 2004 года Архангельское входило в Воронковский сельский округ Красногорского района, а с 2005 до 2017 года включалось в состав Ильинского сельского поселения Красногорского муниципального района.
В 2000-е годы на месте бывших оранжерей построен новый поселковый микрорайон.

## Население
| 2002 | 2006  | 2010  | 2021  |
| ---- | ----- | ----- | ----- |
| 3612 | →3612 | ↗4443 | ↘3656 |